# 홀로쾨성

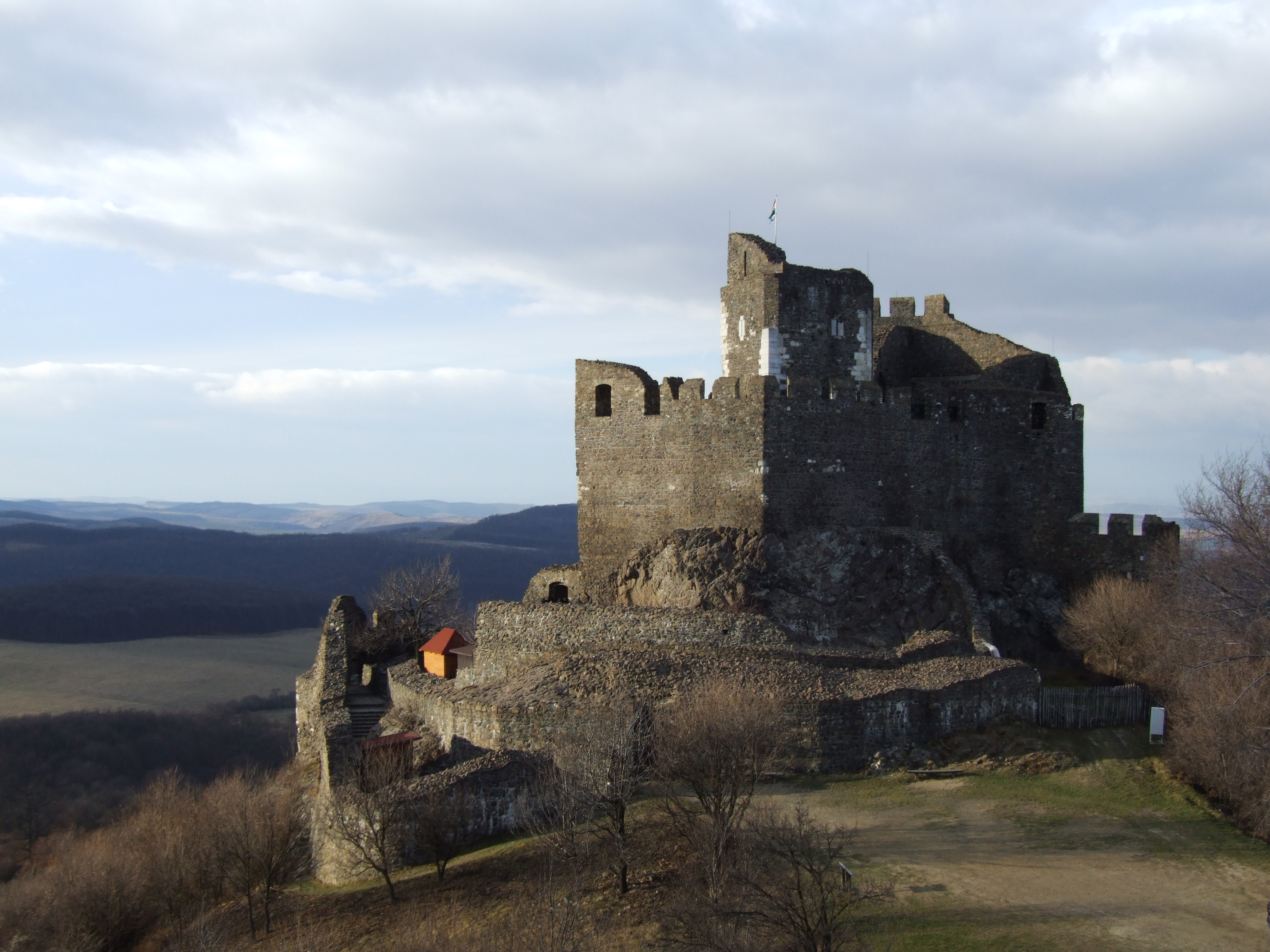
홀로쾨성

홀로쾨성(헝가리어: Hollókői vár)은 헝가리 노그라드주 홀로쾨에 있는 성이다.
2003년부터 성 라슬로 기사단 회원들이 성에서 생활하고 있으며, 그 시대의 옷을 입고 관광객을 마중하고 있다. 중세 시대에 사용되었던 무기를 시험해 볼 수 있다. 또한 활, 석궁, 투척용 도끼, 창 사용법도 배울 수 있다.